# La Tuque
La Tuque è un comune del Canada, situato nella provincia del Québec, nella regione di Mauricie.